# ケナン・ユルディズ
- ケナン・ユルディズ
- ケナン・イルディズ
- ケナン・ユルドゥズ

ケナン・ユルディズ（Kenan Yıldız, トルコ語発音: [ke:nan jɯɫ:dɯz]、2005年5月4日 - ）は、ドイツ・バイエルン州レーゲンスブルク出身のサッカー選手。セリエA・ユヴェントスFC所属。トルコ代表。ポジションはフォワード、ミッドフィールダー。

## 経歴
バイエルン州レーゲンスブルクで生まれ育ち、7歳からFCバイエルン・ミュンヘンのユースに所属していた。レーゲンスブルクはアディダスの本拠地であるヘルツォーゲンアウラハから遠くなく、早くから注目されていたユルディズは10歳でスポーツブランドと契約した最年少のサッカー選手となった。2022年7月12日、バイエルン・ミュンヘンとの契約満了により、ユヴェントスFCのユース組織へフリー移籍した。
2022年9月には、ガーディアン紙が主催する有望な若手特集であるネクスト・ジェネレーションに選出されている。プリマヴェーラで45試合出場15ゴールという圧倒的な成績を残すと、2022年12月17日にはユヴェントス Next Genでプロデビューを果たした。
2023年8月20日、ウディネーゼ・カルチョ戦において後半40分に途中出場し、セリエAとトップチームでのデビューを果たした。Bチームデビューからわずか7試合出場でのスピード昇格となった。リーグ戦初先発となった2023年12月23日のフロジノーネ・カルチョ戦では、リーグ戦初ゴールとなる先制点を記録し、クラブの外国籍選手による最年少記録を更新している。
2024年8月14日、契約を2029年6月30日まで更新し、ミシェル・プラティニやロベルト・バッジョ、アレッサンドロ・デル・ピエロらが着用したクラブの象徴的な10番を背負うことが発表された。クラブのHPに掲載された発表には、「ユルディズが今後クラブのプロジェクトの中心になる」というメッセージが添えられた。監督がティアゴ・モッタに交代した2024-25シーズンではより起用の序列が上がり、シーズン前半の公式戦22試合のうち18試合で先発出場を果たした。2024年10月27日のイタリアダービーでは2-4の劣勢から同点に追いつく2ゴールでチームを救った。また、2024年9月17日、チャンピオンズリーグ・PSV戦での先制点は、デル・ピエロが保持していたクラブにおけるチャンピオンズリーグの最年少記録を更新する19歳136日でのゴールとなった。

## エピソード
幼少期からのアイドルとしてアレッサンドロ・デル・ピエロを挙げており、ゴール後にはデル・ピエロの舌を出すパフォーマンスを真似している。デル・ピエロが保持していたチャンピオンズリーグでの最年少得点記録を更新した試合後には、デル・ピエロ本人からインタビューで賞賛されている。
トップチーム初出場となったウディネーゼ戦後のインタビューで、マッシミリアーノ・アッレグリ監督はユルディズのパフォーマンスを称賛した一方、プレー中に髪を触る回数が多かったため「明日彼は髪を切ることになるだろう」というコメントを残した。ユルディズは翌日に美容院を訪れ、女子チームに所属するマルティナ・ロスッチの弟に髪を切ってもらった。

## タイトル

### クラブ
ユヴェントス
- コッパ・イタリア：1回 (2023-24)